# 克里斯多夫·马丁·维兰德
克里斯多夫·马丁·维兰德（德語：Christoph Martin Wieland，1733年9月5日—1813年1月20日）是德國啟蒙時期的詩人，翻譯家和主編。他曾經將大量莎士比亞著作翻譯成德語。

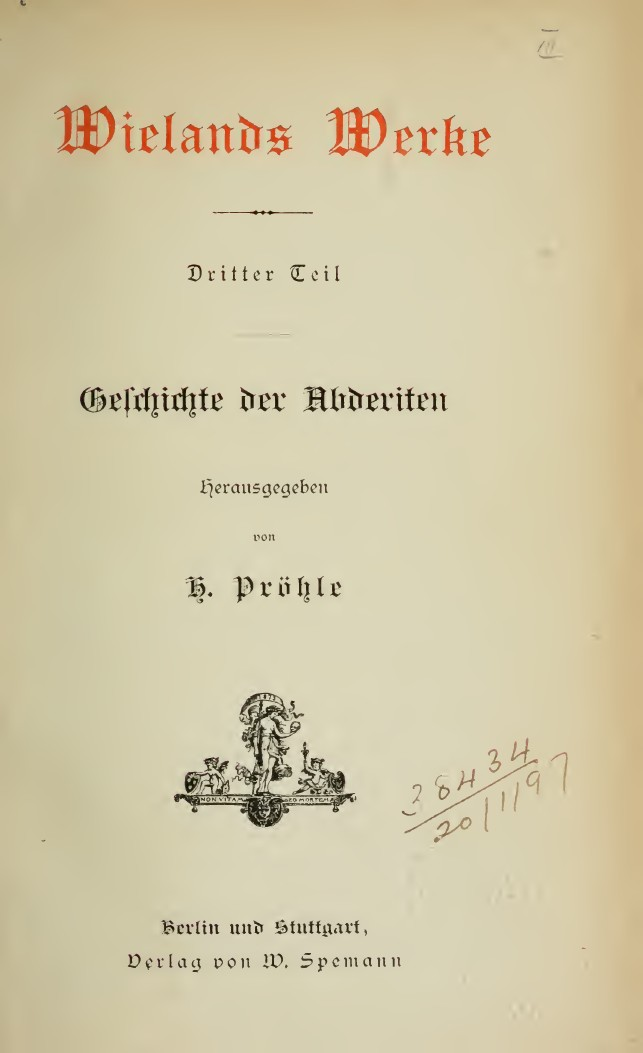
Geschichte der Abderiten (1887)

維蘭德逝於薩克森-魏瑪-艾森納赫魏瑪。